# Terminal Metropolitana de Transportes de Barranquilla

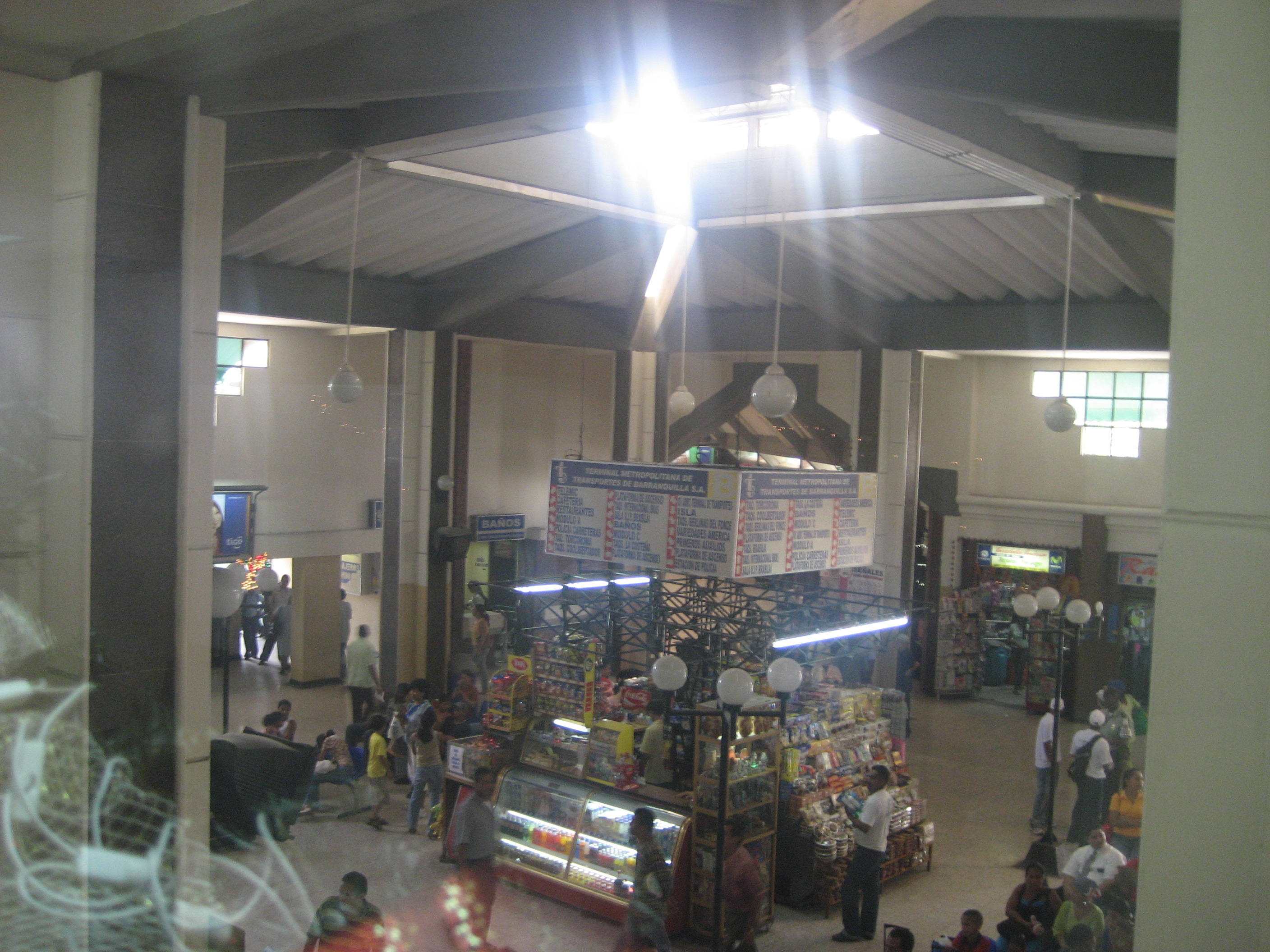
Interior del Terminal Metropolitana de Transportes de Barranquilla.

La Terminal Metropolitana de Transportes de Barranquilla es la terminal del servicio de transporte público terrestre intermunicipal, interdepartamental e internacional que sirve a Barranquilla, Colombia, y su área metropolitana, así como la mayor parte del departamento del Atlántico. Está ubicada en el municipio de Soledad sobre la calzada occidental de la prolongación de la calle Murillo, a una distancia de 1.5 km de Barranquilla. Está constituida como una entidad descentralizada adscrita a la Alcaldía Distrital.

## Empresas de servicio
- Almirante Padilla
- Amerlujos C.A.
- Berlinas del Fonce
- Coolibertador S.A.
- Cooperativa Simón Bolívar
- Coopetrán Ltda.
- Cootracegua Ltda.
- Cootracosta
- Cootragua
- Expreso Brasilia S.A.
- La Costeña S.C.A.
- La Veloz S.C.A.
- Rápido El Carmen S.A.
- Rápido Ochoa S.A.
- Rápido Tolima
- Torcoroma Ltda.
- TransOlympia Ltda.
- Transportes Luz
- Unitransco S.A.